# Antes (canción de Obie Bermúdez)
"Antes" es una canción interpretada por el artista puertorriqueño Obie Bermúdez, perteneciente a su segundo álbum de estudio Confesiones. La canción fue escrita por él mismo producida por Cachorro López. Se lanzó como el sencillo principal del álbum el 23 de junio de 2003 bajo el sello discográfico EMI Latin.
La canción se posicionó en el número 1 por dos semanas consecutivas en la lista de Billboard Hot Latin Tracks y después solamente una semana.

## Lista de canciones

### CD - Sencillo[4]
| Antes — Single |                                                  |          |  |
| N.º            | Título                                           | Duración |  |
| 1.             | «Antes»                                          | 3:38     |  |
| 2.             | «Antes (D-Menace Dance Remix Club Extended Mix)» | 5:50     |  |

## Posicionamiento en listas
| Listas (2003)                    | Máxima posición |
| -------------------------------- | --------------- |
| Latinoamérica Top 100            | 7               |
| U.S. Billboard Hot Latin Tracks  | 1               |
| U.S. Billboard Latin Airplay     | 1               |
| U.S. Billboard Latin Pop Airplay | 2               |

### Sucesión en las listas
| Predecesor: Un siglo sin ti de Chayanne | U.S. Billboard Hot Latin Tracks — Sencillo N°. 1 13 de septiembre de 2003 - 27 de septiembre de 2003 | Sucesor: Hoy de Gloria Estefan |

| Predecesor: Hoy de Gloria Estefan | U.S. Billboard Hot Latin Tracks — Sencillo N°. 1 - 2° semana 18 de octubre de 2003 - 24 de octubre de 2003 | Sucesor: Te necesito de Luis Miguel |